# José Antonio Mora
José Antonio Mora Otero (Montevideo, 22 novembre 1897 – 26 gennaio 1975) è stato un avvocato e diplomatico uruguaiano.
Antonio Mora è stato segretario generale dell'Organizzazione degli Stati Americani (OSA) tra il 16 gennaio 1956 e il 18 maggio 1968. Durante il suo mandato l'OSA votò,  con venti voti favorevoli e nessun contrario, a favore della "quarantena" imposta dagli Stati Uniti durante la crisi dei missili di Cuba. Prima di ritirarsi dalla politica, Mora è stato  anche ministro delle Relazioni estere dell'Uruguay e ministro senior responsabile delle relazioni internazionali dal 1971 al 1972.